# Enrique Cáceres Méndez
Enrique Cáceres Méndez (Mérida, 1934 - Ciudad de México, 2011) fue un cantante mexicano de boleros, integrante del trío Los Panchos.

## Biografía
Cáceres nació en 1934 en Mérida, capital del estado de Yucatán. 
Se integró en la formación en los años 60, después de haber formado parte de grupos como el Trío Monterrey, el Trío Las Sombras o Los Tecolines, del que fue fundador.

## Historia discográfica
Con Los Panchos, Cáceres grabó más de doscientas canciones entre 1966 y 1971 en discos como Volví la espalda, Que no te cuenten cuentos y un álbum de canciones junto a Armando Manzanero.
El trío Los Panchos original lo formaron los mexicanos Alfredo El Güero Bojalil Gil, José de Jesús Chucho Navarro Moreno y el puertorriqueño Herminio Avilés Negrón. A lo largo de los años, la formación se fue renovando y así fue como entró Cáceres.
Los Panchos marcaron una época en la música romántica latinoamericana a mediados de siglo pasado dedicando sus letras de amores y desamores. También dejaron su impronta en el cine con grabaciones como Rayito de Luna (1949), Callejera (1952), Aventurera (1949) y Miradas que matan (1954).
Enrique Cáceres llegó a ser primera voz de Los Panchos, fundado en 1944 por la discográfica CBS, y fue el que popularizó el bolero: "Alimentó el romanticismo en la música mexicana" durante años, según ha expresado con pesar el gobierno mexicano.

## Fallecimiento
Enrique Cáceres Méndez, cantante y vocalista del trío Los Panchos, falleció el lunes 22 de agosto de 2011, según ha anunciado el Ministerio de Cultura mexicano a través del Consejo Nacional para las Artes y la Cultura.

## Programas TV
- El Club del Hogar (1980 Televisa) ... Invitado